# Сан Фаустино (Ређо Емилија)
Сан Фаустино је насеље у Италији у округу Ређо Емилија, региону Емилија-Ромања.
Према процени из 2011. у насељу је живело 551 становника. Насеље се налази на надморској висини од 47 м.